# Lām
Pour les articles homonymes, voir Lam.
Lām (en arabe لَام, lām, ou simplement ل) est la 23e lettre de l'alphabet arabe.
Sa valeur numérique dans la numération Abjad est 30.
Son caractère Unicode est 0644.